# Galeasse (Militärschiffstyp)

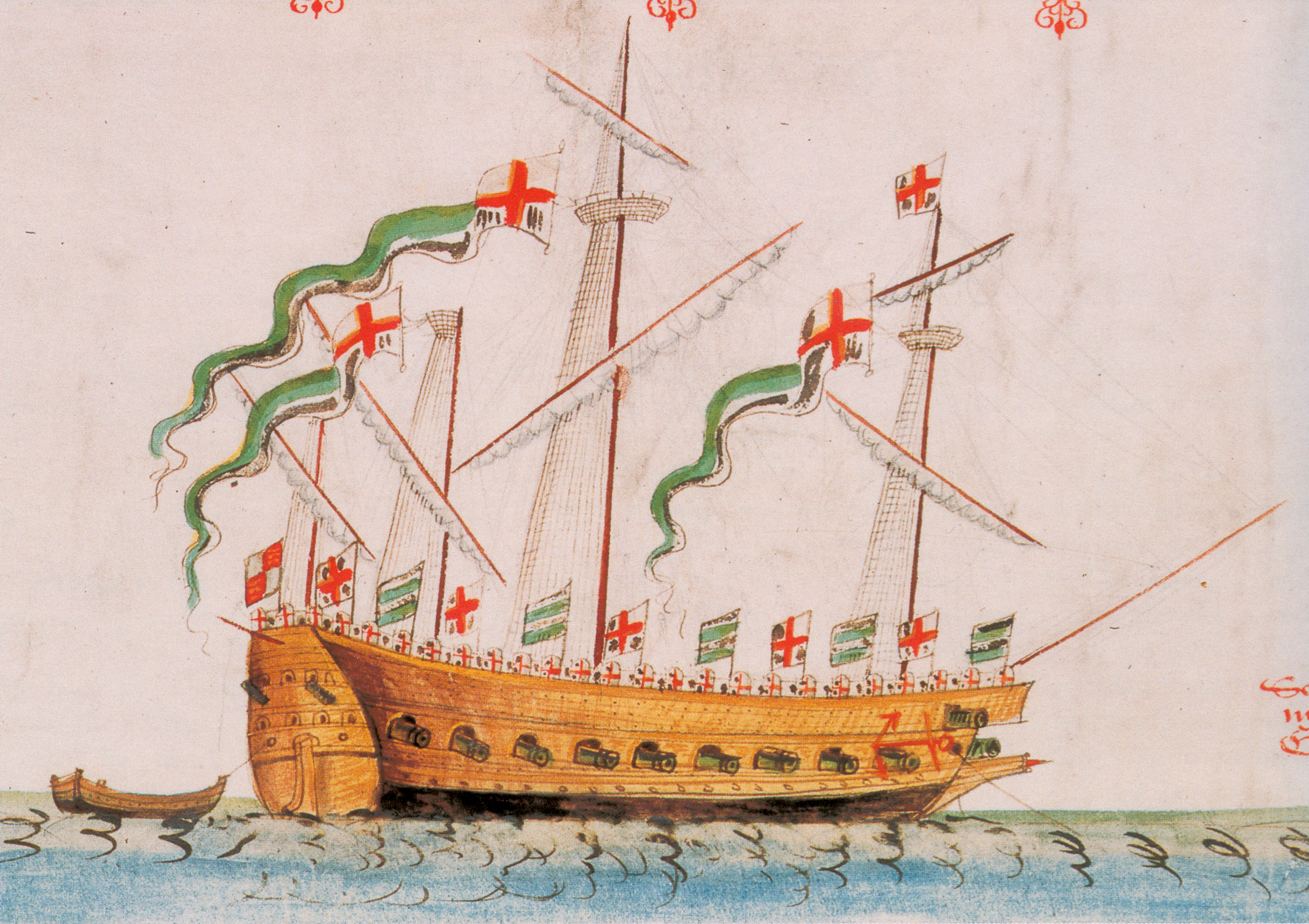
Die Antelope, eine englische Galeasse des 16. Jahrhunderts. Illustration aus der Anthony Roll von 1546

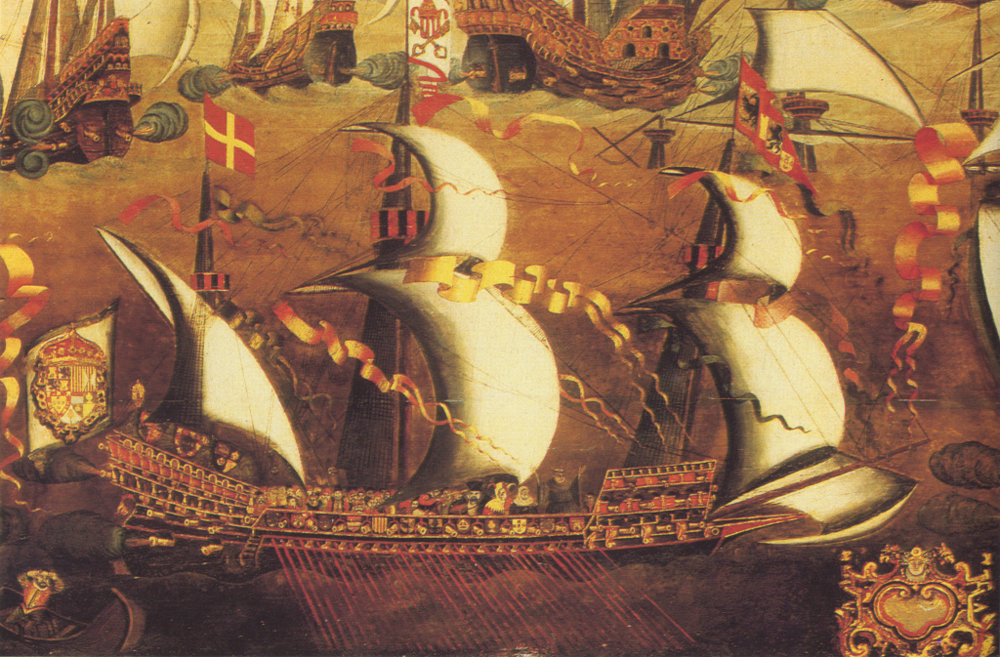
Eine Galeasse der Spanischen Armada

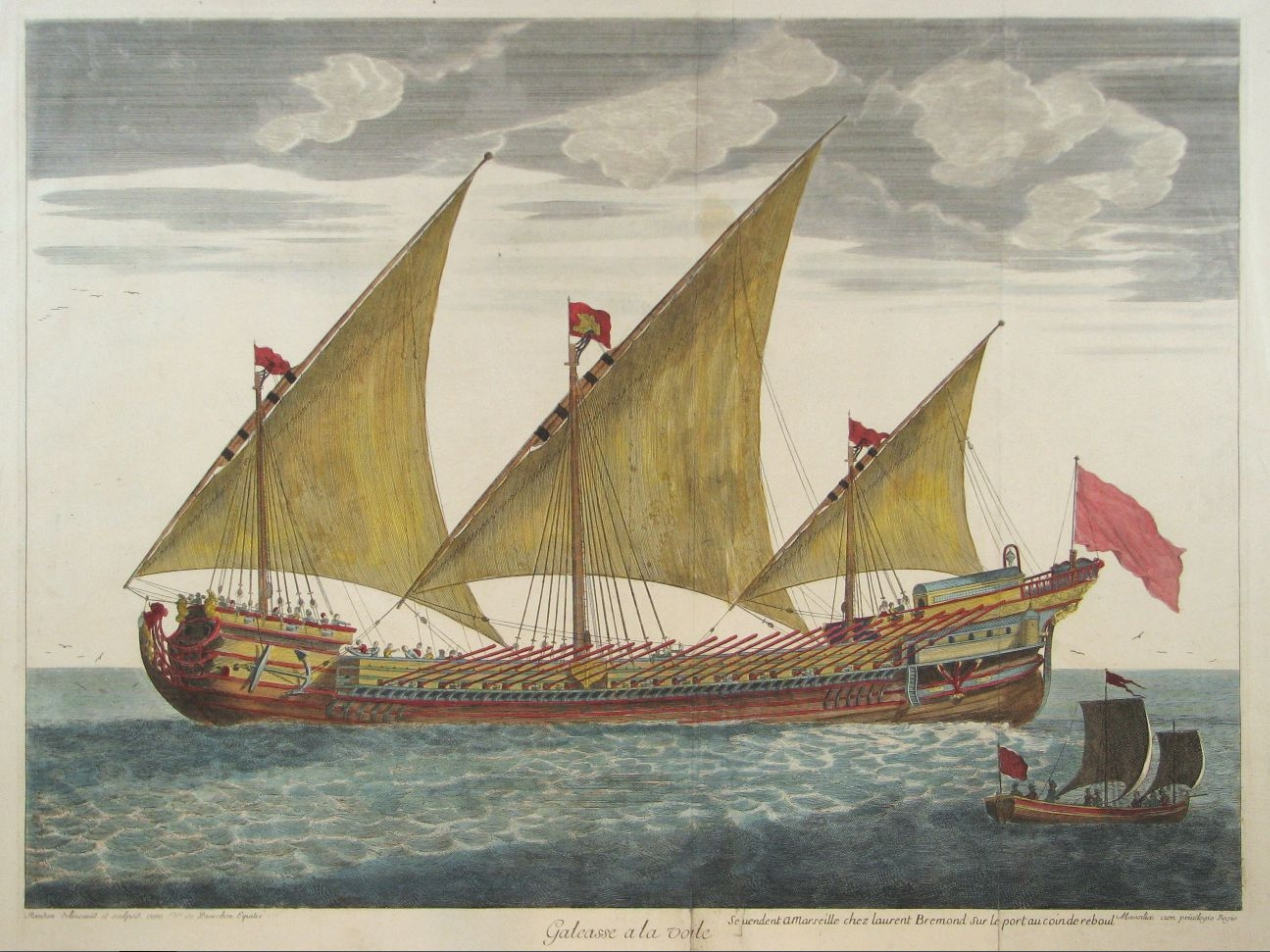
Abbildung einer Galeasse aus Plan de Plusieurs Batiments de Mer avec leurs Proportions (ca. 1690), Henri Sbonski de Passebon

Die Galeasse (auch Galjäß; Name abgeleitet vom italienischen Galea grossa) war eine militärisch verwendete Kombination aus Segelschiff und Ruderschiff und entstand im frühen 16. Jahrhundert als eine Weiterentwicklung  der spätmittelalterlichen Galeere.

## Entwicklung
Als die Galeeren im Laufe der Zeit immer größer wurden und schwerer zu manövrieren waren, war es notwendig, nach neuen Wegen in der Schiffskonstruktion zu suchen. Die Antwort darauf war die Galeasse, die im 16. und 17. Jahrhundert große Bedeutung gewann. An ihr vollzog sich der Übergang vom flachen hin zum hohen Bord; die Segel wurden vollgetakelt und auch der Tiefgang wurde wesentlich erhöht.
Heinrich VIII. ließ in den 1530er- und 1540er-Jahren mehr als ein Dutzend Galeassen bauen. 1549 wurden bei vielen dieser Galeassen die Riemen wieder entfernt und sie wurden als reine Segelschiffe klassifiziert; in den 1550er-Jahren wurden die verbliebenen Galeassen zu Galeonen umgebaut.
Im Mittelmeer mit seinem geringeren Wellengang und schwächeren Winden wurden Galeassen länger verwendet, insbesondere von der Republik Venedig und dem  Osmanischen Reich. Ihre Feuerkraft reichte zwar nicht an die von Seglern wie Karacken und Galeonen heran, in Gefechten mit Galeeren kamen ihre Vorzüge jedoch voll zur Geltung. Flotten aus Segelschiffen und Ruderschiffen operierten im Verbund aber wegen ihrer unterschiedlichen Geschwindigkeit sehr schlecht; das hatten Seegefechte wie z. B. die von Zonchio und Preveza bewiesen. Auch die spanische Armada bestand aus reinen Segelschiffen, Galeassen und Galeeren, deren Zusammenspiel gegen die taktisch überlegenen Engländer ebenfalls nicht funktionierte.
Die Venezianer benutzten ihre großen Galeassen auch als Handelsschiffe. Sie befuhren – im Gegensatz zu den Galeeren – auch im Winter die See. Der Kapitän einer venezianischen Galeazza, der stets aus einer vornehmen Familie stammte, musste u. a. einen Eid ablegen, dass er den Kampf mit fünf Galeeren niemals scheuen würde. Bewährt hat sich dieser Schiffstyp vor allem in der Seeschlacht von Lepanto im Jahr 1571. Dort hatten sechs venezianische Galeassen wegen ihrer überlegenen Feuerkraft einen bedeutenden Anteil am Sieg der Heiligen Liga über die Osmanen. In der Schlacht richteten sie unter den türkischen Geschwadern ein heilloses Durcheinander an; bereits in den ersten Minuten des Kampfes wurden mehrere ihrer Schiffe entweder versenkt oder manövrierunfähig gemacht. Nur diejenigen osmanischen Schiffe, die es schafften, an diesen schwimmenden Festungen unbeschadet vorbeizukommen, konnten die gegnerische Flotte direkt angreifen. Die Osmanen konstruierten nach ihrer Niederlage ebenfalls Galeassen nach venezianischem Vorbild. Im 17. Jahrhundert verfügten sie über die Mavna, die von den Europäern Mahone genannt wurde. Sie kamen bei der Dardanellenschlacht im Jahr 1656 zum Einsatz. Dieser Schiffstyp blieb aber im Wesentlichen auf das Mittelmeer beschränkt, da Galeassen, obwohl sie hochseetauglich waren, aufgrund ihrer hohen Mannschaftszahl auf einer längeren Reise oftmals einen Hafen anlaufen mussten, um dort frisches Trinkwasser und neue Nahrungsmittel an Bord zu nehmen. Da Lepanto auch die letzte große Schlacht der Ruderschiffe war, wurden die Galeassen am Ende der Renaissance für die maritime Kriegsführung nahezu bedeutungslos. Ihre Unterhaltung wurde – auch auf Grund ihrer großen Mannschaften – zu kostspielig. Noch dazu waren die Galeassen auf hoher See reinen Segelschiffen wie den Galeonen deutlich unterlegen. Nur Venedig setzte diese Schiffe noch ein, sie dienten, in modernisierten Versionen, bis zur Mitte des 18. Jahrhunderts als Kriegs- und Transportschiffe der Flotte.

## Konstruktion
Galeassen waren typischerweise etwa 50 Meter lang und hatten eine Besatzung zwischen 800 und 1200 Mann an Bord. Diese Schiffe erreichten Verdrängungen von 600 bis 1000 Tonnen, bei 50–60 Metern Länge. Venezianische Exemplare wurden nach ihrem Rang bemalt. Die großen Schiffe wurden als  "Galeazza rossa" bezeichnet und komplett rot bemalt. Der Unterwasseranteil wurde mit einem weißen Schutzanstrich aus Waltran, Unschlitt, zerstoßenem Glas, Baumharz und Bleiweiß gegen den Schiffsbohrwurm gestrichen. Die kleinere Galeasse wurde nach ihrer schwarzen Bemalung "Galeazza nera" genannt.
Der Ulmer Stadtbaumeister Joseph Furttenbach besichtigte Anfang des 17. Jahrhunderts zwei der bei Lepanto eingesetzten Galeassen, die damals in Venedig als Denkmäler aufgestellt worden waren. Er beschrieb sie – sehr ausführlich – in seiner "Architectura Navalis". Ihre Maße betrugen demnach 55 Meter in der Länge, 9 Meter in der Breite, mit 13 Metern Breite zwischen den Auslegern und 18 Meter langen Riemen. Der Mittelgang, die Corsia, war knapp 2 Meter breit und höher gelegen als bei der Galeere, so dass auch Arkebusen- und Armbrustschützen darauf Platz fanden. Die beiden Laufgänge an den Bordseiten boten nur Platz für einen Mann in der Lücke, zwischen den Riemen. Dort saßen die Soldaten während der Marschfahrt auf ihren Seesäcken. Hatte die Galeasse ihre Kampfposition erreicht, krochen die Ruderer unter ihre Bänke, und man konnte Planken über sie legen, um so eine größere Aufmarschfläche für die Soldaten zu schaffen. Der größte Teil von ihnen trat aber auf dem Bugkastell an. Man nimmt an, dass beim Angriff auch über die waagrecht festgezurrten Riemen Planken gelegt wurden.
Die Beseglung bestand für gewöhnlich aus drei oder vier Masten mit jeweils einem Lateinersegel, manchmal mit einem Rahsegel am Fockmast, und 28 Riemen an jeder Seite, die jeweils von sechs Männern bedient wurden. Die spanische Galeasse San Lorenzo der großen Armada besaß eine vollständige Rahtakelage, wie die einer Galeone. Tiefgang, Länge und Gewicht waren also deutlich höher als bei den wendigeren Galeeren. So konnten die Galeassen aber auch mehr an Bewaffnung tragen.
Galeassen waren außerdem höher gebaut als Galeeren und konnten deshalb nur schwer geentert werden. Durch ihren breiteren Rumpf besaß sie zudem bessere Segeleigenschaften als eine Galeere. Allerdings ließ sie sich schwerer rudern und war somit wesentlich langsamer. Bei Lepanto mussten die Galeassen der Liga von mehreren Galeeren bis vor die Kampflinie geschleppt werden. Dank ihrer Ruder konnten sie aber auch auf engen Raum manövrieren, damit waren sie im östlichen Mittelmeer mit seinem relativ geringeren Seegang, schwächeren Winden und vielen Inseln und Buchten zur Kriegsführung gut geeignet. Im westlichen Mittelmeer und im Atlantik mit ihren Starkwinden und großen offenen Wasserflächen waren sie dagegen den Seglern eindeutig unterlegen.
Die Abbildungen von der Anordnung der Ruderer auf der französischen Galeasse "La Royale" ließen Edmond Paris annehmen, dass sich die Ruderer gegenübersaßen (d. h. einer zog und sein Gegenüber schob), da man an einem zeitgenössischen Modell des Schiffes die Riemen mit Handgriffen auf beiden Seiten vorfand. Diese Rudermethode wäre aber nicht sehr sinnvoll gewesen, da ziehende Ruderer ihre Kraft viel besser einsetzen konnten als schiebende. Die zweite Griffreihe war eher für den Rückwärtslauf und Wendemanöver geeignet, bei dem alle Ruderer gleichzeitig auf die andere Seite wechselten. Zwischen der französischen La Royale aus dem 17. Jahrhundert und den venezianischen Galeassen des 16. Jahrhunderts bestehen auch im Aufbau einige Unterschiede. Bei der Royale befand sich über den Ruderern ein Grätingdeck für die Soldaten, während auf den Lepanto-Galeassen die Ruderer, wie auf den Galeeren, noch an Deck saßen. Die Masse der Soldaten stand auf den Vorder- und Achterkastellen sowie zwischen den Riemen an den Schanzkleidern.

## Bewaffnung
Während bei Galeeren dieser Epoche alle Geschütze am Bug konzentriert waren, wurde die Bewaffnung der Galeassen über das ganze Schiff verteilt, auf dem Ruderdeck selbst oder auf einem Deck oberhalb der Ruderer. So konnten Galeassen auch nach Backbord und Steuerbord feuern, während die Galeeren nur in Fahrtrichtung oder nach achtern schießen konnten. So rechnete man, dass die Kampfkraft einer Galeasse der Kampfkraft von fünf bis acht Galeeren entsprach. Für Lepanto rüsteten die Venezianer sechs ihrer Galeassen, die wegen der Handelskrisen des 16. Jahrhunderts ungenutzt im Arsenal lagen, zu Kriegsschiffen um. Auf dem Vorderdeck wurde hierfür eine turmartige Bastion für neun Kanonen und am Bug ein eisenverstärkter Rammsporn aufgebaut. Ebenso wurden verstärkte, schräge Schanzkleider über den Ruderbänken angebracht und entlang der Borde Falkonetten aufgestellt; auch das Achterdeck wurde mit Kanonen bestückt.
Allerdings war es nicht möglich, die Kanonen in kurzen Abständen abzufeuern. Ein Kanonier des 16. Jahrhunderts konnte sein Geschütz maximal zwei bis drei mal pro Stunde laden, da die Rohre nach jedem Schuss gekühlt und dann ausgefegt werden mussten, ehe sie wieder zum Einsatz kamen. Trotz dieser langsamen Schussfolge war die Schiffsartillerie der Liga den auf Enterkampf spezialisierten Osmanen deutlich überlegen. In der Seeschlacht von Gravelines im Jahr 1588, bei der die Spanische Armada gegen die englische Flotte antrat, kamen auf spanischer Seite Galeassen mit 18 Kanonen und 26 leichteren Geschützen zum Einsatz. Diese konnten trotz des darauf folgenden Rückzuges und des Sieges der Engländer aber gut gegen die immerwährenden Winde zur Küste und in den Atlantik anfahren, im Gegensatz zu den spanischen Galeeren, die ihre Stärken vor allem im Enterkampf anwenden konnten.